# Joan Carles Girbés
Joan Carles Girbés (Carcaixent, 1974) és un periodista i editor valencià. De 2019 a 2022 va ser el president de la Setmana del Llibre en Català.
Es va formar a Edicions Bromera, on arribà a ser director editorial. Va fundar el 2014 juntament amb Xavi Sarrià la casa editorial Sembra Llibres, que deixaria definitivament el 2017. Des de 2016 és director editorial primer de la cooperativa Som i més tard d'Abacus, en concret d'Ara Llibres, de llibres de no-ficció, Amsterdam de llibres de ficció. També va ser responsable de Now Books de llibres en castellà i de la col·lecció Bernat Metge de clàssics grecs i llatins.

## Obra
- El mètode definitiu per tenir fills lectors (pdf).  Barcelona: Fundació Jaume Bofill, 2012. ISBN 978-84-85557-93-6.
- Ortega, Silvia (il·lustracions). Els llibres de Marc i Andrea, 2011. ISBN 9788498243727.[6]
- AA.VV; Jordi Coca, Albert Mas-Griera, Biel Mesquida, Josep Piera, Isabel-Clara Simó, Josep Bargalló Valls, Jordi Galves, Joan Josep Isern, Ponç Puigdevall, Ricard Ruiz Garzón, Imma Bellafont i Santies, Isidor Cònsul, Joan Carles Girbés, Elvira Mestres i Bertran, Lluís Pagès. La literatura catalana després de Frankfurt.  Edicions i Propostes Culturals Andana, 2008, p. 168. ISBN 978-84-96995-04-8.
- Mark, Jan; Roberts, David (il·lustrador); Girbés, Joan Carles (traducció). L'herència maleïda.  Alzira: Edicions Bromera, 2007, p. 106. ISBN 9788498241631.
- Llegir per a créixer. Guia pràctica per a fer fills lectors.  Alzira: Fundació Bromera per al Foment de la Lectura, 2007, p. 72. ISBN 9788498248197.[6]